# Cephalosphaera maxima
Cephalosphaera maxima är en tvåvingeart som beskrevs av Hardy 1943. Cephalosphaera maxima ingår i släktet Cephalosphaera och familjen ögonflugor.
Artens utbredningsområde är Arizona. Inga underarter finns listade i Catalogue of Life.